# Шаласи
Шаласи — село Дахадаевского района Республики Дагестан в России. Входит в Сутбукский сельсовет.

## География
В административном отношении принадлежит Дахадаевскому району, а географически расположено в качестве «анклава» на территории Каякентского района, в 33 км к северо-востоку от районного центра — села Уркарах. Примыкает с юга к селу Каякент, от которого отделено рекой Гамриозень.

## История
Указом ПВС РСФСР от 05.07.1988 г. утверждено наименование населённого пункта, возникшего на территории Сутбукского сельсовета Дахадаевского района — селение Шаласи.

## Население
| 2002 | 2010 | 2021 |
| ---- | ---- | ---- |
| 396  | ↗631 | →631 |

## История
Переселенческое село образовано на месте кутана Айды совхоза «Урагинский» жителями сел Бакни, Урцаки, Сутбук и Хуршни.